# Petit-duc de Florès
Otus alfredi
Espèce
Statut de conservation UICN

 EN B1ab(ii,iii,iv,v);C2a(ii) : En danger
Statut CITES
Le Petit-duc de Florès (Otus alfredi) est une espèce d'oiseaux de la famille des Strigidae.

## Répartition
Cette espèce est endémique de l'île de Florès, en Indonésie.